# Rustbladet alperose
Rustbladet Alperose (Rhododendron ferrugineum) er en busk af underslægten alperose. 
Sorten 'Wietings Select' er hårdfør og har tidligt udspring (april) med aflange pinkfarvede blomster. Den vokser langsomt og bliver kun 60 cm høj på 10 år.

## Anvendelse
Planten kan bruges i plantesamlerens surbundsbed, hvor man kan sikre den det absolut bedste dræn.
| Portal | Portal:Botanik |